# René Ballet
Pour les articles homonymes, voir Ballet (homonymie).
Œuvres principales
- Echec et mat (Gallimard)
- Les jours commencent à l'aube (Gallimard)
- L'inutile retour (Gallimard)
- L'organidrame (Messidor)
- L'hôtel des deux gares (Le Temps des cerises)
- Reporter de l'interdit (Le Temps des Cerises)

Compléments
- Nommé Citoyen d'honneur de la ville de Vanves le 22 janvier 2004.
- Médaillé de la ville de Bourg-en-Bresse (Ain) le 7 novembre 2002.
- Membre fondateur des éditions Le Temps des cerises

René Ballet, né le 16 août 1928 et mort le 1er janvier 2017,, est un écrivain français, communiste et résistant. Grand reporter, essayiste et romancier, il est membre fondateur des Éditions  Le Temps des cerises et a été aussi rédacteur en chef de La Revue Commune.
Il est également connu pour avoir été un ami intime des époux Vailland, spécialiste de l'œuvre de Roger Vailland, très liée à sa femme, Élisabeth Vailland, après le décès de ce dernier en 1965. Il est cofondateur de l'association Les amis de Roger Vailland.

## Biographie
René Ballet naît à Saint-Étienne (Loire) et passe son adolescence à Grenoble (Isère), où il est élève au lycée Champollion. Il a pour professeur d'histoire dans sa classe de terminale Jean Gacon, historien marxiste, dont il apprécie beaucoup l'enseignement.
Sous l'Occupation, son frère Georges, appelé au Service du travail obligatoire (STO), décide d'entrer dans la Résistance et le met en contact avec les maquis du Vercors.
Après la guerre, il milite d'abord à l'UJRF (Union de la jeunesse républicaine de France) puis au Parti communiste français. Inscrit à la faculté de droit, il passe avec succès le concours d’inspecteur-élève des Contributions directes.
En 1951, il se marie avec Simone Perrier. Le couple réside d'abord à Lyon, où il termine sa licence en droit, puis dans un petit village de l'Isère, Pact. Il devient l'ami de l'écrivain Roger Vailland qui habite à Meillonnas, petit village du département de l'Ain. René Ballet fait lire à Roger Vailland l'un de ses manuscrits, Echec et mat. Roger Vailland lui conseille alors de le présenter aux Éditions Gallimard qui décident de le publier en juin 1960.
En 1961, le couple s'installe à Paris, où Simone termine ses  études d'économiste et de juriste, (et obtient plus tard un poste de   professeur agrégé à l'Université Paris-Descartes), tandis que René Ballet publie, toujours chez les éditions Gallimard, Les jours commencent à l'aube en juin 1961, et L'inutile retour en septembre 1962.
Après un bref passage à l'administration des Finances, puis à l'Éducation nationale, René Ballet se consacre au journalisme sous diverses formes : articles sur la littérature, la peinture, la sculpture, la photographie, le cinéma et le théâtre. Il a été producteur d'émissions à la télévision scolaire et collaborateur à des émissions de télévision, mais a surtout privilégié le journalisme de terrain :
- dans la presse automobile d'abord (essayeur de voitures et reporter sur les circuits de Formule 1), il a écrit de nombreux articles sur les courses automobiles.
- puis grand reporter et rédacteur en chef de la revue franco-suisse Constellation
- de 1971 à 1978, il a été à la direction des Relations extérieures du groupe FIAT, à la tour Fiat de la Défense et à Turin. Dans son livre Ma vie chez Fiat (Éditions du Félin, 2005) Marc Brianti, directeur général adjoint chargé des relations  extérieures de Fiat-France, relate sa collaboration avec René Ballet : « En avril 1971, je fis la connaissance de René Ballet, un intellectuel qui devint mon ami et l'écrivain de notre direction. Nous sympathisâmes immédiatement. Nous arrivions au bureau pratiquement en même temps vers huit heures et nous discutions des événements survenus la veille, des tâches de la journée et d'un tas d'autres choses. En fait, je crois qu'il existait entre nous une sorte de complicité qui facilitait grandement notre travail. Il nous quitta à la fin des années soixante dix pour entrer, malgré la différence de salaire, comme grand reporter à L'Humanité. Je connaissais évidemment ses opinions politiques et je me souviens à son propos de la phrase d'un grand patron dont j'ai oublié le nom : Les communistes sont pour moi les meilleurs ouvriers. Nous sommes restés en contact et nous nous voyons de temps à autre, toujours avec plaisir ». Ainsi, il va retourner au journalisme mais avant de quitter la société Fiat,il réalise pour le journal l'Humanité un reportage incognito dans le Chili de Pinuchet.  Puis il devient grand reporter au quotidien L'Humanité (en France, en Europe, en Amérique, en Afrique et en Asie).
- cofondateur et vice-président de l'association des Amis de Roger Vailland et des Rencontres  Roger Vailland (chaque année à Bourg-en-Bresse)
- membre du comité de rédaction des Cahiers Roger Vailland
- cofondateur des Éditions Le Temps des Cerises

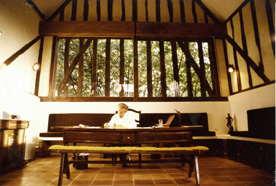
René Ballet à sa grande table de travail léguée par Roger Vailland

- cofondateur de La Revue Commune (revue culturelle), avec notamment, Francis Combes, Roger Bordier et Catherine Claude.

Il a rédigé de nombreuses préfaces pour les livres de Roger Vailland (quinze actuellement), ainsi qu'une biographie écrite en collaboration avec Élisabeth Vailland, parue en 1973 aux Éditions Seghers.
Dans l'apport de René Ballet à l'œuvre de Vailland : 
- la parution des Écrits journalistiques de Roger Vailland, édités en 1985 par les Editions Messidor à l'occasion du vingtième anniversaire de sa mort sous le titre :
  - Chronique des années folles à la Libération, 1928-1945, tome I : préface de Roland Leroy et René Ballet
  - Chronique d'Hiroshima à Goldfinger, 1945-1965, tome II : préface de René Ballet
- la présentation de l'œuvre romanesque de Roger Vailland au Livre club Diderot en 1974.

Participation de René Ballet à des émissions de télévision concernant Roger Vailland :
- Esquisse pour un portrait de Roger Vailland avec Jean Recanati : France INA 1968 (Collection voir et lire, O3)
- Pousse-café : Meillonnas : tournage le 30 mars 1999, diffusion le 10 avril 1999.

Ces 2 émissions peuvent être visionnées sur le site suivant : "René Ballet grand reporter, essayiste et romancier "
Il anime des colloques et des tables rondes avec Christian Petr et Jean Sénégas  dans le cadre de l'association des Amis de Roger Vailland et collabore régulièrement au site Roger Vailland dirigé par Alain Georges Leduc et Élizabeth Legros.
- Le journalisme comme œuvre de fiction : présentation de Vailland journaliste par René Ballet.

## Deux hommes dans le tournant
Dans l' article publié dans Les Cahiers Roger Vailland, René Ballet tente d'expliquer l'évolution radicalement différente de Roger Vailland et de Pierre Drieu la Rochelle faits a-priori pour s'entendre. Ce sont deux hommes décalés dans les années 1930, en marge d'une société que globalement ils rejettent, en phase avec cette déclaration d'Aragon : « Je n'ai jamais cherché autre chose que le scandale et je l'ai cherché pour lui-même. »
Ils traînent leur ennui de vivre, comme Jacques Rigaud qui se suicidera en 1930 mais disait six ans plus tôt : « La vie ne vaut pas qu'on se donne la peine de la quitter. » Ils ont suivi des voies parallèles, Drieu la Rochelle écrit dans ses Carnets : « Il n'y a plus rien à attendre de la bourgeoisie » tandis que Vailland accepte encore « de prendre une position sans trop y attacher d'importance. » Conquis par le surréalisme, ils proclament avec lui : « Mangez de la poudre d'étoiles, vous serez poètes, » mais en en seront assez vite déçus, Vailland écœuré écrivant à sa famille : « La vie est saloperie… c'est une atmosphère irrespirable. »
Leurs routes vont pourtant rapidement diverger car Drieu la Rochelle est un homme désabusé qui se sent comme un 'agent double' qui trahit puis revendique ses actes, du nom de la nouvelle qu'il publie en 1935. Vailland a choisi mais il joue la duplicité, tantôt avec les surréalistes du Grand Jeu, « tantôt avec les plus tristes imbéciles et fripouilles du monde. » Pourtant, tous deux connaissent la peur, celle d'adolescents  pas très costauds, Drieu la Rochelle voudrait « peser dix kilos de plus, » Vailland rencontre la peur dans les meetings lors de heurts avec la police.
Cette force qu'ils recherchent en compensation, éloigne Drieu la Rochelle du peuple, il est très attiré par les forces de l'ordre, « c'est écrasant de beauté » écrit-il à une amie en parlant de défilés nazis. Par contre, Roger Vailland admire la force de ces hommes que -dans son récit historique Un homme du peuple sous la Révolution- il présente comme massifs, impassibles « pas un muscle de leur visage ne bougeait » et décidés, « ils ferment leurs doigts calleux habitués à manier l'outil. » Ce sont ces hommes qui après la guerre deviendront pour lui ces bolcheviks qu'il prendra comme modèles.

## Ce cher métier d'écrivain
« Roger Vailland parlait rarement de la façon dont se passait son métier d'écrivain mais un jour à Lyon, il se confie à son ami René Ballet qui l'accompagnait."Quand je tiens une scène...je m'étends et je rêve éveillé : je me la représente, je plante les décors. Par exemple, si la scène se passe dans une salle meublée d'une table et d'une chaise, je vois cette table et cette chaise à une place bien déterminée. Il se peut que cette indication ne se retrouve pas dans le récit écrit mais elle y est intimement mêlée. Si le déroulement de la scène exige le déplacement d'un de ces meubles, je suis gêné." Voilà Roger Vailland plongé dans la création, avec ses phases de rédaction et de rêverie active... » (Article de René Ballet consacré au processus d'écriture de Roger Vailland : Entretiens, Roger Vailland, éditions Subervie)
De nombreux  autres articles publiés par René Ballet dans Les Cahiers Roger Vailland, esquissent un portrait global de Roger Vailland : ses engagements, ses goûts pour la littérature, la peinture, le cinéma etc. Dans les numéros suivants : no 3 de juin 1995, « 325 000 francs revisité par Guy Rétoré », no 4 de décembre 1995, « L'actualité de Roger Vailland », no 10 de décembre 1998, « La plume et le plomb, Vailland journaliste », no 13 de juin 2000, « Vailland et le cinéma, une vieille histoire », no 29 de septembre 2011 « Vailland et l'argent ». Il en est de même pour un article de René Ballet publié dans le journal Le Manifeste, no 11 de décembre 2004 : « Roger Vailland, l'après-guerre au scanner ».

## Œuvres
- Échec et mat, Gallimard, 1960 « L'auteur a su, d'une manière originale, poser un problème si souvent déjà abordé, (le suicide d'une jeune femme). Et l'on est pris, non pas tant par la personnalité de son héroïne que par le jeu intellectuel  qu'il nous propose", Ginette Guitard-Auviste (Le Figaro Littéraire, 3 septembre 1960).
- Les jours commencent à l'aube, Gallimard, 1961 « La fougue de René Ballet c'est aussi de l'animosité; ses personnages sont constamment dressés les uns contre les autres...Ce ne sont pas des amants mais des antagonistes. »  L.L.(Le nouveau Candide : les épilogues de Cunégonde. Les Lettres françaises, 11/01/1962)
- L'Inutile Retour, Gallimard, 1962 « René Ballet est un romancier intelligent et de grand talent... Il nous montre une fois de plus, dans "L'inutile retour", la puissance dramatique des situations sans issue » Michel de Smet (Le soir de Bruxelles).
- Dérive, Calmann-Lévy, 1972
- Bourges : une affaire de cœur, essai, éditions Messidor, 1985
- Des usines et des hommes, éditions Messidor, 1987
- Le Domaine du bout de l'île, Scandéditions, 1992  (ISBN 2-209-06661-1)
- L'Organidrame, éditions Messidor, 1986   (ISBN 9782209058228) « Disons-le sans phrases : voici un grand livre! » Claude Prévost (l'Humanité' 4 juin 1986  ') Nommé pour le prix Goncourt 1986.
- Soleil froid, éditions Messidor, 1989
- Une petite ville sans mémoire, éditions Messidor, 1984  (ISBN 9782209055647) « Ce roman, qui se lit d'un trait, nous interpelle et nous avertit » André Remacle (in La Marseillaise, 29 avril 1984).
- Le Réalisme socialiste : ce bel inconnu, La collection Commune Éditions/ Le Temps des Cerises, 1999
- Lettres texanes, éditions Messidor-Libre propos, 1990
- L'Affaire Antigone, pièce de théâtre mise en scène par Christine Farré et jouée au théâtre de La Clé à Paris en 1991.
- 89 bis, 200 ans après, où en sommes-nous ?, scénario de René Ballet, mise en scène de Christian Ferrari, chef de chœur Jean-Claude Chambard, avec les jeunes comédiens de La Cocarde et la Chorale populaire de Paris.

### Éditions duTemps des cerises

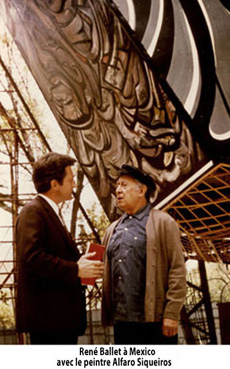

- Paul Vaillant-Couturier, introduction et présentation d'un choix de textes, 1992
- L'hôtel des deux gares, 1994  (ISBN 2-84109-014-0) , réédité en 2016 par "Mon petit éditeur".
- Portraits de famille (en collaboration), 1995
- La France ouvrière (en collaboration), 1995
- La manipulation, 1996
- La boîte noire, collection commune, 1997
- Sur l'autre versant de la nuit, roman éclaté, 1999
- La Revue Commune no 18, revue sous la direction de René Ballet, 2000
- Retour à Santopal, 2002
- Reporter de l'interdit, recueil de reportages, 2003  (ISBN 9782209055647)
- Vertu de l'inconvenance, 2004
- Vertu de l'insurrection, 2005
- Cocktail au curare, 2007
- Soldes d'été au Lüger, roman noir, 2011
- Comment travaille Pierre Soulages ?, de Roger Vailland, présentation de René Ballet, 1998
- Éloge de la politique, de Roger Vailland, présentation de René Ballet et Christian Petr, 1999
- Deux hommes dans le tournant, article paru dans « Les cahiers Roger Vailland »

### Sur Roger Vailland

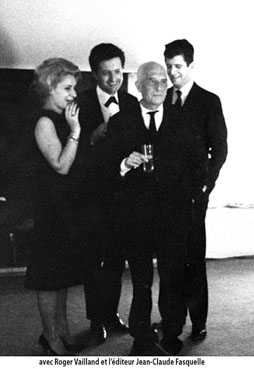

- Ce cher métier d'écrivain, Entretiens, Roger Vailland, éditions Subervie, 1970
- "Les aurais coups" de Roger Vailland,préface de René Ballet,Editions Rombaldi (1971)
- "Le colonel Forster plaidera coupable"de Roger Vailland; préface de René Ballet, Editions Grasset (1973)
- Roger Vailland (en collaboration avec Elisabeth Vailland), Éditions Seghers, 1973
- Présentation de l'œuvre romanesque de Roger Vailland, Livre-club Diderot, 1974
- Présentation du Saint-Empire de Roger Vailland, Éditions La Différence
- Présentation des articles de presse de Roger Vailland, Messidor/Éditions sociales 1994

1er volume : Chronique des années folles à la Libération
2e volume : Chronique d'Hiroshima à Goldfinger
Nouvelle présentation de Chronique des années folles à la Libération, Buchet-Chastel, 2003
- Présentation de La Visirova de Roger Vailland, Messidor 1986
- Lecture de Roger Vailland, en collaboration, Klincksieck, 1990
- Éloge de la politique de Roger Vailland : présenté par René Ballet et Christian Petr, Éditions du Rocher 1995
- N'aimer que ce qui n'a pas de prix, en collaboration avec Christian Petr, Le Rocher, 1995
- Marat-Marat, présentation d'un inédit de R. Vailland en collaboration avec Christian Petr, Le Temps des Cerises, 1995
- Le conservateur des hypothèques présenté par René Ballet et Christian Petr, Le Temps des Cerises, 1996
- Comment travaille Pierre Soulages de Roger Vailland, édité par René Ballet et Christian Petr, Le Temps des Cerises, 1998
- Jeu de la passion et passion du jeu ainsi que Ou de s'y perdre, revue Europe de 1988
- Une précieuse leçon d'inconduite, Le Magazine littéraire, décembre 1991
- Aphorismes de Roger Vailland, préface de René ballet et Christian Petr, Le temps des Cerises 2000
- À chacun son Vailland, paroles d'écrivain, interventions René Ballet, Jean Sénégas, 11/2000, Bourg-en-Bresse
- Une œuvre disparue et Le chrome, le cœur et l'algèbre, revue Roman 20-50, juin 2003

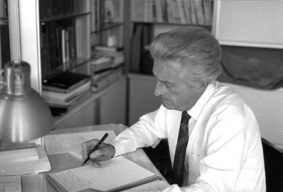
Réné Ballet à son « petit bureau ».

## L'Hôtel des deux  gares
« Dans ce roman de René Ballet qui se passe à Paris pendant l'été 1944, traîne une guerre qui n'en finit pas et l'ombre de Drieu la Rochelle dont le héros Roc, est censé être très proche. Robert Rocher, alias Robert, alias Roc, est un homme traqué qui a beaucoup à se reprocher. Lié aux tortionnaires de la rue Lauriston, il a longtemps cherché sa voie pour finalement se rallier à Doriot et à son parti. Cet ancien surréaliste a viré "facho" après avoir assisté en 1934 au congrès de Nuremberg d'où il revient subjugué et écrit une nouvelle en l'honneur de la foule nazie, La belle inconnue de Nuremberg. La musique, les oriflammes, les cohortes noires des troupes d'élite le transportent de ferveur et de joie. Cette jouissance extrême rejoint l'analyse de Wilhelm Reich qui parle dans cette identification de « dérèglement de la sexualité. Et puis, un jour, les temps ont changé...On n'arrive plus à réduire les maquis : la voix de Radio Londres se fait moins ténue. Pour Robert Rocher, la nuit se lève. La débandade. Impossible rêve de recommencer une autre vie. Roc est pris au piège d'une ville insurgée. Cerné. Qui forcera en premier sa planque ? Les résistants ou les grosses huiles de la collaboration qui veulent se débarrasser d'un homme qui en sait trop ? René Ballet nous brosse (avec quelle maestria !) le portrait d'un collabo fidèle à ses idées...Derrière ce roman se tapit une des pages les plus horribles de notre passé. » (Critique de Alain-Georges Leduc, Révolution, no 767, 10/11/1994.

## Le Chili, trente ans après
Sur le roman de René Ballet Retour à Santopal, Le Temps des Cerises éditeurs (2002) : « René Ballet fut grand reporter clandestin au Chili de Pinochet. Son roman,  ne se centre pas sur le coup d'État mais bien plus largement, retrace l'histoire d'un gamin des bidonvilles. Et c'est beau et poignant, parce que rien n'est simple, et parce qu'il importe qu'on se souvienne et qu'on comprenne...Le roman de René Ballet est éclairant sur le Chili, et surtout il résonne de toutes nos peurs, de toutes les ambiguïtés, de toutes les complications d'aujourd'hui. Où on se sent seul. Et où on est si nombreux à se sentir seuls. » (Evelyne Pieiller : L'Humanité-Dimanche, 29 juin 2003)

## Soleil froid
- Critique de Claude Prévost sur le roman de René Ballet (Messidor) : « L'épopée, lorsqu'elle se décompose, cède la place au tragique. Les tragédies, au sens plein du terme, s'achèvent sur une mise à mort, ou plusieurs ; elles ne sont pas non plus strictement individuelles. Ce roman de René Ballet, net, nerveux, sans redondance ni bavure, est, au sens plein du terme, une tragédie. » (L'Humanité, 19 juillet 1989.)
- Critique de Jean-Claude Lebrun : « La leçon est rude, qui fait de Soleil froid une œuvre constamment tranchante, posant avec une ironie glacée la question de son origine et de son idéal de vie à une génération d'intellectuels qui, sans toujours s'en rendre compte, a triché, et s'est même, dans quelques cas bien connus, retrouvée au Rotary après avoir porté le col Mao. », Révolution no 493 du 11/08/1989.
- Critique de Monique Houssin : « Le roman de René Ballet distille par certains côtés un climat stendhalien et se nourrit du temps présent. Ce "Soleil froid" ne l'est pas, bien au contraire. Si les mots caractérisent le couple Harcourt, leur façon d'être et leur authenticité du paraître qu'ils pratiquent sans ostentation, ils soulignent la tragédie qui clôt le roman...On ne lâche pas ce récit qui traite des non-dits et des blessures contemporaines. » (L'Humanité-Dimanche du 11/09/1989.)
- Critique de Jacques Gaucheron : Soleil froid c'est d'abord un climat mental, peut-être aussi un âge de la vie. René Ballet poursuit son œuvre dans la lignée de nos romanciers moralistes, Laclos, Stendhal, Vailland. Aller au-delà des apparences. Il décrit un itinéraire périlleux pour son héroïne, qui d'ailleurs n'en reviendra pas. On a l'impression parfois que le romancier redoute pour lui-même d'aller jusqu'au bout de ce que sa plume lui suggère. (Europe, mars 1990).

. critique du Magazine littéraire : Grand reporter, l'auteur fut un ami de Roger Vailland et à travers cette fiction, raconte les milieux intellectuels de l'époque...

## L'organidrame
« Le grand capital : on connait à peu près ses mécanismes. Mais les hommes ? Pas faciles à saisir. Il faut avoir été à l'intérieur. Ce fut le cas naguère de René-Victor Pilhes. C'est le cas aujourd'hui de René Ballet : voilà un imprécateur modèle 1985-86, mais avec des moyens tout autres. En tous cas, cela donne un roman haut de gamme...Le récit est construit  avec une subtilité pleine d'humour...Des pages qu'on recommande aux gourmets...Les managers ont joué à qui perd gagne. Ni vrais perdantes, ni vrais gagnants. Un seul vrai gagnant (je ne compte pas le lecteur) : le romancier. Disons-le sans phrases : voici un grand livre ! »  Critique de Claude Prévost, L'Humanité du 4 juin 1986.
Ce roman a été nommé  pour le prix Goncourt 1986.

## Une petite ville sans mémoire
« Dans une triste banlieue des États-Unis arrive un certain Mario, qui cherche des précisions sur la mort de son ami Rocco, un ouvrier écrasé par un camion. Mais il se heurte à un mur de silence. On comprend peu à peu que Rocco a été assassiné. Le roman retrace pas à pas cette quête laborieuse. La petite ville défend les secrets de son passé, un passé de racisme, d'oppression et de crimes. La vie s'est normalisée et tout le monde veut oublier. On a compris que ce récit, mené avec maestria et selon toutes les règles du genre est plus qu'un thriller de série noire, ou alors qu'il s'égale à ses meilleures réussites, celles d'un Horace Mac Coy ou d'un Dashiell Hammett ». Critique de Claude Prévost, (L'Humanité 2 avril 1984).

## Le domaine du bout de l'île
« René Ballet s'attaque ici à un thème fort: l'épopée d'une famille, les Dupont de Nemours (vous changez le nom de la ville, et vous y êtes!) dont la fortune, singulièrement aux États-Unis, est considérable. L'auteur a pioché dans les archives, et sa documentation est considérable...ça ne manque pas d'intelligence et l'auteur possède une vaste culture. » Critique de H. G. Wells, Le Magazine littéraire no 309, avril 1993.

## Reporter de l'interdit
« René Ballet est un bon journaliste. Son introduction est brève et claire. Elle précède un choix d'articles où il démontre brillamment ses qualités de grand reporter... L'intérêt du recueil est géographique -les cinq parties du monde- mais aussi historique... C'est un vaste voyage que le reporter nous aide à accomplir... Le premier sujet est celui de l'histoire contemporaine...ainsi, cette vallée de Haute Savoie ou trente mille hommes, femmes et enfants sont aux prises avec dix mille tours à décolleter. Ou cet étrange et fascinant portrait de Camille Renaud, collectionneur de tableaux... » Critique de Pierre Gamarra sur le recueil de reportages de René Ballet (Le Temps des Cerises 2004), Europe, mars 2004.

### Divers
- La Revue Commune no 1 de février 1996 :"La censure ici et maintenant " "Nos prudes"
- La Revue Commune no 3 de septembre 1996 : "Porte ouverte…entretiens".
- La Revue Commune no 5 de février 1997 : « Faut-il rouvrir le procès du réalisme ? ».
- La Revue Commune no 6 de mai 1997 : "Y a-t-il un travailleur dans la salle ?" "Autopsie d'un film".
- La Revue Commune' no 7 de septembre 1997 : "Le feuilleton de Louise".
- La Revue Commune no 8 de décembre 1997 :"Mort d'un papillon" et "Conte de Noël".
- La Revue Commune no 10 de mai 1998 : "Sainte Jeanne des abattoirs" de Bertolt Brecht.
- La Revue Commune no 12 de novembre 1998 : "Le duo Dieu/Don Juan".
- La Revue Commune no 14 de mai 1999 et Christian Petr : "Sans domicile".
- La Revue Commune no 15 de septembre 1999 : "La ferme au puits" (nouvelle).
- La Revue Commune no 16 de novembre 1999 : "Nous ne serons pas fair play".
- La Revue Commune no 17 de février 2000 : "Vive l'Amérique!".
- La Revue Commune no 18 de mai 2000 : "Nuits de mars à Paris".
- La Revue Commune no 19 de septembre 2000 : "Quelques questions en guise de réponse".
- La Revue Commune no 21 de février 2001 : "Papon, le mois des soldes".
- La Revue Commune no 22 de mai 2001 : "La chaîne TF 0".
- La Revue Commune no 23 de septembre 2001 : "En attendant l'anticyclone".
- La Revue Commune no 24 de décembre 2001 : "La Femme idéale".
- La Revue Commune no 25 de février 2002 : "Les galeries Lafayettes".
- La Revue Commune no 26 de mai 2002 : "Au berceau des champions".
- La Revue Commune no 27 de novembre 2002 : "Constitutions au poing" et "Le dictionnaire de combat de Maurice Lachâtre".
- La Revue Commune no 29 de février 2003 : "Le péché de verticalité".
- La Revue Commune no 30 de mai 2003 : "Dash le magnifique" et "La véritable histoire de Fanfan la Tulipe".
- La Revue Commune no 32 de décembre 2003 : "Mise en scène, mise en table".
- La Revue Commune no 33 de mars 2004 : "Après Hiroshima, l'épidémie de sbop".
- La Revue Commune no 34 de juin 2004 : "Indispensable désobéissance".
- La Revue Commune no 35 de septembre 2004 : "Hommage à André Still".
- La Revue Commune no 36 de décembre 2004 : "L'argent au cinéma et dans la peinture".
- La Revue Commune no 37 de mars 2005 :"Blasphèmes au pied des totems" et "Julie Nature" (feuilleton)
- La Revue Commune no 38 de juin 2005 : "Actualité de la Commune".
- La Revue Commune no 39 de septembre 2005 : "Il n'y a pas d'éditeur indépendant".
- La Revue Commune no 40 de décembre 2005 : "De la peste brune à la pandémie boursière".
- La Revue Commune no 41 de mars 2006 : "Le diamant noir de la haine".
- La Revue Commune no 42 de septembre 2006 : "Le Front populaire : succès provisoire ou occasion manquée".
- La Revue Commune no 43/44 de décembre 2006 : "J-L G, le garde rouge du Léman" et "La double vie de mademoiselle Jeanne" (Nouvelle).
- La Revue Commune (no 45) d'avril 2007 : "Une vie de permission (Nouvelle).
- La Revue Commune (no 46) de juin 2007 "Sarkozy ou le triomphe du GPS".
- La Revue Commune (no 48) de décembre 2007 : "Une OPA linguistique" et "Dorothy Parker, antifasciste prématurée".
- La Revue Commune (no 50) de juin 2008 : "Ainsi rugissaient les Ferrari".
- La Revue Commune (no 51) de septembre 2008 : "De Bubu au Baffone via Marat, itinéraire politique de Roger Vailland".
- La Revue Commune (no 54) de juin 2009 : "De la provocation du luxe au luxe de la provocation".
- La Revue Commune (no 56) de décembre 2009 : "Autant en emporte la mode" et "Deux tournants : les années folles"
- La Revue Commune (no 62) de septembre 2011 : "Peuple sous anesthésie" ?
- La Revue Commune (no 63) de mars 2012 : « Le ressac des crises » ?
- Grandes plumes dans l’Humanité, sous la direction de René Ballet, éditions Messidor, 1990  (ISBN 9782209062737)[6]